# La Dorada
La Dorada is een gemeente in het Colombiaanse departement Caldas. De gemeente telt 70.486 inwoners (2005). De gemeente heeft een oppervlakte van 500,8 km² en ligt op 175 kilometer van Manizales.
De plaats werd gesticht in 1893 en is een gemeente sinds 1923.
La Dorada is een centrum voor de zuivel- en de vleesindustrie. De regio rond La Dorada is immers bekend voor de rundveehouderij.

## Religie
De plaats is co-zetel van het rooms-katholieke bisdom La Dorada-Guaduas.
- Library of Congress Control Number: no2009045509
- National Archives and Records Administration: 10037948
- Virtual International Authority File: 130579864

Aguadas · Anserma · Aranzazu · Belalcázar · Chinchiná · Filadelfia · La Dorada · La Merced · Manizales · Manzanares · Marmato · Marquetalia · Marulanda · Neira · Norcasia · Pácora · Palestina · Pensilvania · Riosucio · Risaralda · Salamina · Samaná · San José · Supía · Victoria · Villamaría · Viterbo